# Animazione educativa
Con l'espressione animazione educativa si intende l'utilizzo dell'animazione in educazione, ovvero l'impiego dei metodi e delle tecniche ludico-espressive per realizzare dei processi educativi. In poche parole, l'animazione educativa rappresenta la traduzione del gioco in uno strumento pedagogico.
L'animazione educativa si basa sull'idea che le attività educative siano efficaci solo se vengono “animate”, proposte con “anima”, offrendo significati esistenziali, sociali, affettivi e cognitivi. Pertanto, l'animazione educativa, oltre a comprendere il concetto di divertimento (che caratterizza pratiche relative a un certo tipo di animazione, che rimanda alle vacanze, al turismo, alle feste), è finalizzata al cambiamento, alla crescita, a una maggiore conoscenza e consapevolezza di sé.

## Storia
L'idea di coniugare animazione ed educazione, ludicità ed istruzione, sta alla base delle esperienze dell'attivismo pedagogico che ebbe origine alla fine del XIX secolo. L'educazione attiva, secondo John Dewey, esponente principale di questo metodo educativo, doveva includere tanto il gioco quanto il lavoro, doveva tenere presenti sia gli aspetti culturali richiesti dalla società sia le caratteristiche uniche e irripetibili dei singoli allievi. Infatti, si riconosceva che il gioco, nonostante sia retto da un sistema di regole, concede agli allievi di esprimersi creativamente, in quanto essi hanno un peso nell'interpretazione o modifica delle regole stesse. Così, caratterizzando il lavoro con l'atteggiamento proprio del gioco, si cercava di dare anima al lavoro scolastico rendendolo ludico, ma non dispersivo ed evasivo.
Tuttavia, l'origine dell'animazione educativa, così com'è definita, come animazione legata ai processi educativi, che si avvalgono di metodologie e tecniche ludico-espressive per coniugare anima e azione, è molto più recente. L'animazione educativa è apparsa in Italia alla fine degli anni sessanta come forma di protesta contro una scuola tradizionale, rigida e statica, che si riteneva avesse bisogno di un intervento trasformativo, che desse anima ai contenuti e ai metodi scolastici. A tal fine occorreva valorizzare attività creative, espressive, artistiche e ludiche, soprattutto da svolgere in gruppo, promuovendo l'interazione e la comunicazione. Questa strada venne intrapresa inserendo persone esterne alla scuola, gli animatori, il cui intervento era distinto da quello dell'insegnante. Questi doveva farsi carico del processo di apprendimento, per la cui attuazione gli strumenti espressivi non erano considerati un elemento esclusivo. Infatti, si tendeva a separare il serio dal divertente, il culturale dall'espressivo.
Con gli anni l'animazione educativa si è sviluppata attraverso studi e tecniche relative al lavoro e alle dinamiche di gruppo, alle attività creative e ludiche, finalizzate a favorire la partecipazione e la cooperazione e a facilitare il processo di insegnamento/apprendimento e di crescita, veicolando messaggi educativi e significativi. In altre parole, l'animazione educativa ha soprattutto lo scopo di sviluppare le potenzialità dei ragazzi, valorizzando le loro peculiarità e al contempo la dimensione del gruppo, come luogo elettivo per costruire conoscenze e sviluppare competenze. Si tratta, dunque, di predisporre le condizioni di accoglienza, serenità, condivisione, ascolto, fiducia e aiuto reciproco, promuovendo un atteggiamento ludico non solo in ciò che si propone, ma anche nel modo in cui si fa e nel senso che se ne dà.

## Caratteristiche dell'animatore educativo
Per poter arricchire l'educazione attraverso l'animazione si richiedono da parte dell'animatore educativo capacità comunicative, espressive e operative ma anche la consapevolezza di sé e la capacità di assolvere il ruolo di moderatore all'interno delle dinamiche di gruppo. Oltre alle competenze professionali, per un insegnante che vuole essere veramente animatore, sono indispensabili delle competenze personali, che riguardano il suo modo di essere e di vivere il ruolo professionale. Tali caratteristiche sono: la disponibilità a mettersi in gioco, cioè essere coinvolti e interessati a ciò che si fa ed essere disponibili all'ascolto, ma con il necessario distacco che una funzione formativa richiede; un'apertura mentale e affettiva, tale da avere una visione del mondo forte, ma non rigida, sempre costruita nel rispetto delle diversità; competenze comunicative, dirette a promuovere il dialogo e l'interazione, nel senso non di una trasmissione, ma di una costruzione condivisa della conoscenza. Infine, il docente animatore deve saper vivere la propria professione con leggerezza ed umorismo, con la consapevolezza che i momenti di animazione devono essere vissuti come leggeri e divertiti, inseriti nella zona del gioco, quindi nel contesto protetto del “come se”, dove si può vivere metaforicamente la realtà. Pertanto, egli deve saper assumere l'atteggiamento ludico come filosofia di vita, come modo profondo di rapportarsi agli altri e agli eventi della vita.   